# جامعه‌شناسی تطبیقی
جامعه‌شناسی تطبیقی(به زبان انگلیسی:Comparative sociology) یا هم‌سنجشی، به واکاوی جامعه‌شناسی اطلاق می‌شود که شامل هم‌سنجی فرایندهای اجتماعی در میان انواع مختلف جامعه (به عنوان مثال سرمایه‌داری و سوسیالیستی) است.
دو رویکرد اصلی در جامعه‌شناسی تطبیقی هست: یک، جستجوی تشابه میان فرهنگ‌ها و کشورهای مختلف و دیگری جستجوی تفاوت‌ها است.
البته بحث‌هایی دربارهٔ عنوان جامعه‌شناسی تطبیقی برای جامعه‌شناسی تطبیقی وجود دارد. امیل دورکیم بر این باور است که همهٔ پژوهش‌های جامعه‌شناسی در واقع به نوعی جامعه‌شناسی تطبیقی هستند چراکه پدیده‌های جامعه‌شناسی همیشه خاص یا یکتا(unique) هستند که همهٔ آن‌ها به نوعی به هم‌سنجی اشاره دارند. از این دیدگاه، همهٔ واکاوی‌های جامعه‌شناسی (sociological analysis) جامعه‌شناسی تطبیقی هستند. ماکس وبر حتی بیش از دورکیم نیز به جامعه‌شناسی تطبیقی اعتقاد داشت و این دو به نوعی نمایندگان اصلی نسل اول جامعه شناسان تطبیقی بودند. وبر در مطالعاتش نشان داد که چگونه تفاوت‌های فرهنگ‌ها، دستورالعمل‌های اجتماعی مختلفی را مطرح می‌کند (نگاه کنید به مثال اخلاق پروتستان و روح سرمایه‌داری و جامعه‌شناسی دین).